# Robots in Disguise
Robots in Disguise – angielski duet, obecnie zamieszkujący w Berlinie, założony w 2000, wykonujący muzykę z gatunku electropop. Zespół wydał do tej pory cztery albumy.

## Dyskografia
- Robots in Disguise (Disguises) (2001)
- Get RID! (2005)
- We're in the Music Biz (2008)
- Happiness V Sadness (2011)